# Golfo de Maine
El golfo de Maine (del inglés: Gulf of Maine) es un gran golfo del océano Atlántico en la costa noreste de Norteamérica, más o menos entre el cabo Cod, en Massachusetts, al sur, y el cabo Sable Island, en la punta sur de Nueva Escocia, al noreste. Incluye la línea de costa de los estados estadounidenses de Nuevo Hampshire y Maine, así como Massachusetts al norte de la península de Cabo Cod, y las costas sur y oeste de las provincias canadienses de Nuevo Brunswick y Nueva Escocia respectivamente. La bahía de Massachusetts y la bahía de Fundy están incluidas en el sistema del golfo de Maine. Como tal, el golfo presenta la mayor variación de mareas del planeta.